# 퀸즈버러교

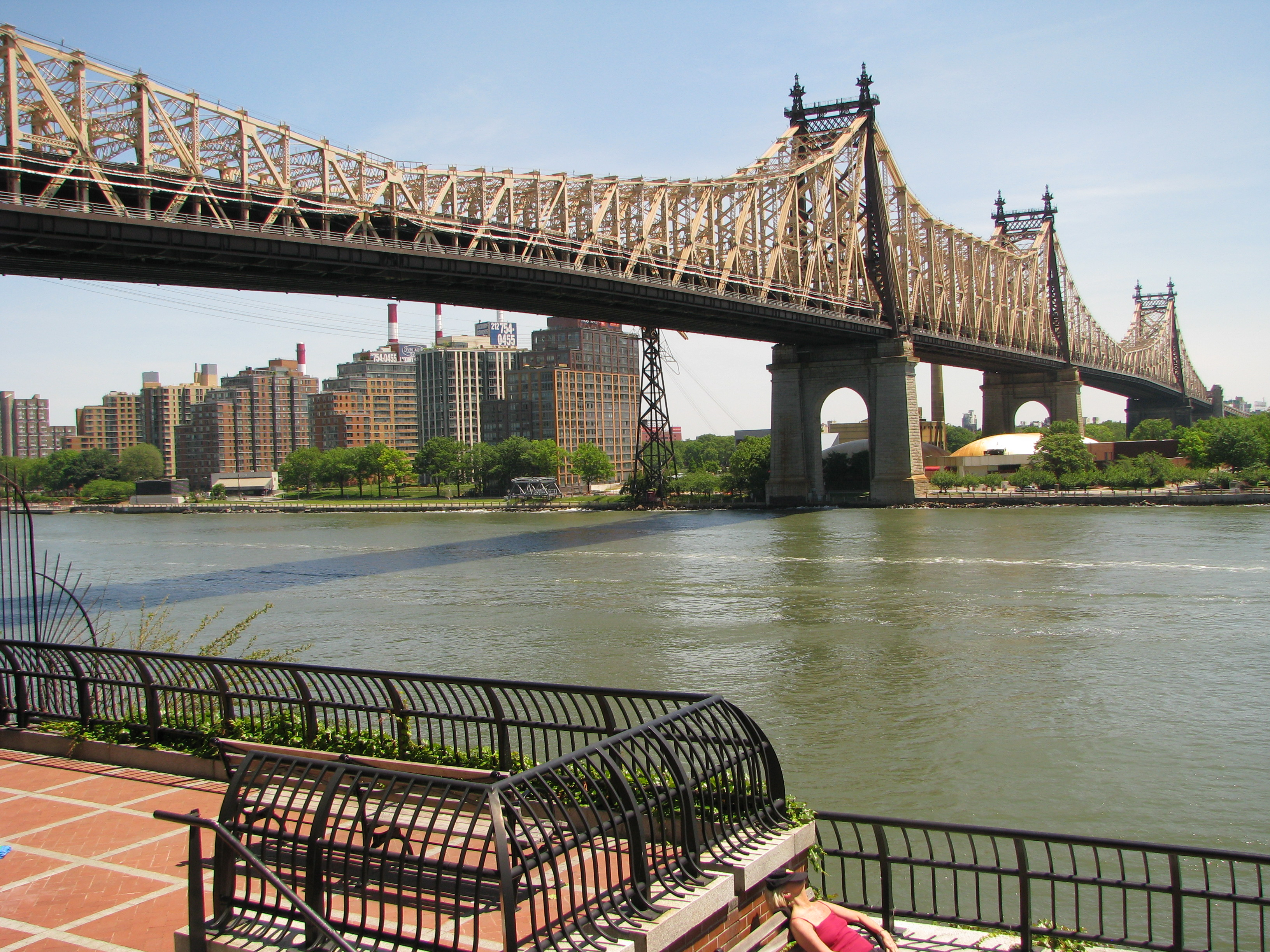
퀸즈버러 교

퀸즈버러 교(Queensboro Bridge)는 맨해튼 59번가와 60번가 사이에 위치한 다리이다. 맨해튼과 퀸스를 잇는다.